# Dan Stockalper
Dan Stockalper (* 25. September 1956 in San Diego) ist ein ehemaliger US-amerikanisch-schweizerischer Basketballspieler.

## Laufbahn
Stockalper spielte in seiner Heimat, dem US-Bundesstaat Kalifornien, an der Ramona High School, am MiraCosta College sowie kurzzeitig an der California State University, Stanislaus, ehe er 1976 als Profi in die Schweiz wechselte. Dort spielte der 1,86 Meter grosse Aufbauspieler in den kommenden 15 Jahren bei AS Viganello, FV Lugano, Vevey Basket und Pully Basket. Bei Vevey, wo er von 1982 bis 1987 unter Vertrag stand, erhielt er  wegen seiner Stärken als Werfer den Spitznamen «La Gâchette» (deutsch: der Abzug). In Pully spielte er zeitweise mit seinem Vetter Mike Stockalper in einer Mannschaft.
Stockalper, dessen Sohn Derek ebenfalls auf Universitäts- sowie auf Profiniveau Basketball spielte, lief für die Schweizer Nationalmannschaft auf, nahm mit ihr unter anderem an den Ausscheidungsrunden für die Olympischen Sommerspiele 1980 und 1984 teil und war dabei jeweils mit 27 beziehungsweise 26,7 Punkte pro Spiel bester Offensivspieler der «Nati».
Nach seiner Leistungssportkarriere wurde Stockalper im Bankwesen beruflich tätig.